# Ferdinand de Rye
Ferdinand de Rye (Thervay, 14 de octubre de 1550 - Fraisans, 20 de agosto de 1636) fue un sacerdote católico francés, arzobispo de la arquidiócesis de Besanzón y gobernador del Franco Condado de Borgoña.

## Biografía
Ferdinand de Rye nació en el barrio de Château de Balançon, en la localidad de Thervay en la antigua región Franco Condado (Francia), en le seno de una familia noble. Sus padres fueron Girard de Rye, chambelán y segundo Sumiller de Carlos I de España, y Louise de Longwy. Estudió en la Universidad de Dole y comenzó la carrera militar. Sin embargo, abandonando esta, siguió la carrera eclesiástica, en la que rápidamente ascendió, debido a que tuvo dos tíos paternos arzobispos que se sucedieron en la arquidiócesis de Génova, Louis y Philibert de Rye. Realizó sus estudios teológicos en Roma y permaneció en ella hasta su nombramiento como arzobispo de la arquidiócesis de Besanzón, el 15 de noviembre de 1586, por el papa Sixto V. Fue consagrado por las manos del cardenal Antonio Maria Gallo, obispo de la diócesis de Perugia.
De Rye fue un convencido reformador, aplicó rápidamente las reformas del Concilio de Trento: siempre fue residente en su diócesis, trabajó en la nueva edición del Misal romano, el breviario y el ritual de la diócesis y favoreció el establecimiento de los institutos religiosos encargados de salvaguardar la fe católica, en un contexto de avance de la Reforma protestante. Entre estos, cabe destacar, los jesuitas, los oratorianos, los capuchinos, los carmelitas descalzos, las visitandinas y las Ursulinas de Dole.
Además de los cargos eclesiásticos, de Rye desempeñó también otros cargos civiles. En 1596, el rey Felipe IV de España le nombró maestro de peticiones del Parlamento de Dole y gobernador del Franco Condado. Murió el 20 de agosto de 1636 y en el arzobispado le sucedió su sobrino François III de Rye.